# Дель Лунго, Исидоро
Исидоро дель Лунго (20 декабря 1841, Монтеварки — 4 мая 1927, Флоренция) — итальянский историк, писатель и поэт, литературный критик, политик. 
Родился в семье врача. Изучал право в Пизе, однако с молодых лет проявлял интерес к поэзии и литературе в целом. Впоследствии писал исторические и филологические работы, преподавал связанные с литературой дисциплины в ряде учебных заведений Италии. В 1868 году стал сотрудником Академия делла Круска и редактором словаря этой академии. Сотрудничал с различными научными журналами, был членом Академии деи Линчеи и президентом Итальянского общества Данте. Остался в истории как один из крупнейших специалистов по творчеству Данте и истории флорентийской литературы XIV века. 21 января 1906 года стал сенатором Итальянского королевства.
Также приобрёл известность благодаря ученому труду о Дино Компаньи (Dino Compagni) и его хронике (Флоренция, 1887); кроме того, написал труд «Dante nei tempi di Dante, ritratti e studii» (Болонья, 1888) и многие другие историко-литературные работы.